# Курчижкина, Елизавета Ефимовна
Елизаве́та Ефи́мовна Курчижкина (в девичестве Беля́ева; 9 апреля 1926, д. Шишкино, Волоколамский уезд, Московская губерния — 8 октября 2008, Орехово-Зуево, Московская область) — прессовщица Орехово-Зуевского завода «Карболит», министерства химической промышленности СССР, Герой Социалистического Труда (1974).

## Биография
Родилась 9 апреля 1926 года в деревне Шишкино Волоколамского уезда Московской губернии (ныне — Волоколамского района Московской области) в семье крестьян. Отец Ефим Антонович Беляев работал в колхозе, мать Мария Фёдоровна — на местной фабрике ткачихой. По национальности русская.
Окончив 7 классов школы в деревне Лысцево, уехала в Волоколамск продолжать учёбу, но с началом Великой Отечественной войны возвратилась в деревню, трудоустроилась в колхоз, возглавила бригаду.
В ноябре 1942 года добровольно работала на войсковой кухне, затем официанткой в офицерской столовой, ввиду приближения войск неприятеля ушла с полком, с января 1943 года — в Красной Армии. Служила санитарным инструктором 783-го стрелкового полка 229-й стрелковой дивизии в составе Волховского, Ленинградского и 3-го Прибалтийского фронтов, старший сержант.
В марте 1943 года вынесла раненых командира роты и командира батальона, после чего была назначена командиром отделения. Участвовала в боевых операциях в районе Великих Лук, в Калининской области, под Ленинградом, Новгородом, Псковом, в Прибалтике, в Висло-Одерской операции. Вынесла с поля боя десятки раненых солдат и офицеров. Награждена орденом Красной Звезды и боевыми медалями. В мае 1945 года участвовала в боях за освобождение Праги, в этом же месяце демобилизована, вернулась в родную деревню, начала работать ткачихой на местной фабрике.
В 1945 году вышла замуж за однополчанина, старшего лейтенанта И. E. Курчижкина. В 1962 году вместе с ним переехала в Орехово-Зуево, работала прессовщицей на завод «Карболит», вскоре стала главой бригады из 30 человек. Задание выполняла на 140 процентов, в 1966 году внесена в книгу почёта завода. За высокие трудовые достижения в выполнении плана восьмой пятилетки (1966—1970) награждена орденом Октябрьской Революции.
Указом Президиума Верховного Совета СССР от 15 января 1974 года «за выдающиеся успехи в выполнении и перевыполнении планов 1973 года и принятых социалистических обязательств» удостоена звания Героя Социалистического Труда с вручением ордена Ленина и золотой медали «Серп и Молот».
Делегат XXV съезда КПСС (1976), XVI съезда профсоюзов (1977). Дважды избиралась депутатом Орехово-Зуевского городского Совета депутатов.
В 1988 году вышла не пенсию. Жила в Орехово-Зуево. Умерла 8 октября 2008 года.

## Признание и награды
В 1975 году, будучи участницей ВДНХ СССР, получила Диплом почёта.
Почётный химик (1974).
Награждена орденами Ленина (15.01.1974), Октябрьской Революции (20.04.1971), Отечественной войны 2-й степени (11.03.1985), Красной Звезды (12.08.1944), медалями, в том числе «За отвагу» (15.02.1944), дважды «За боевые заслуги» (20.03.1943; 12.04.1945).